# Teófilo II de Alexandria
Teófilo foi o Patriarca de Alexandria entre 1010 e 1020, durante a perseguição dos Cristãos, sob o califa fatímida Aláqueme Biamir Alá.